# باره (کنیچ)
باره (به صربی: Bare) یک منطقهٔ مسکونی در صربستان است که در کنیچ واقع شده‌است.